# 惡鬼 (漫威漫畫)
惡鬼（英語：Hobgoblin），本名羅德里克·金斯利，是漫威漫畫中的虛構超級反派角色，由作家羅傑·斯特恩和藝術家小約翰·羅米塔創作。惡鬼首次於《The Amazing Spider-Man》#238中登場。

## 人物
羅德里克·金斯利（Roderick Kingsley）是一名時裝設計師和億萬富翁，但他擁有黑道背景，而且經常通過不道德的行為獲得財富，亦曾經是瑪莉·珍·華生的雇主。某天，金斯利偷偷地潛入諾曼·奧斯朋的巢穴搜集其秘密時發現了綠惡魔的裝備，成功偷取了綠惡魔的裝備後採用「惡鬼」的身份到處犯罪。

## 其他媒體

### 電視
- 《蜘蛛人》：由馬克·漢米爾配音。
- 《蜘蛛人》[1]

### 遊戲
- 《神奇蜘蛛人與美國隊長：末日博士的復仇！（英语：The Amazing Spider-Man and Captain America in Dr. Doom's Revenge!）》
- 《神奇蜘蛛人（英语：The Amazing Spider-Man (handheld video game)）》
- 《神奇蜘蛛人2（英语：The Amazing Spider-Man 2 (1992 video game)）》
- 《蜘蛛人：邪惡六人組的回歸（英语：Spider-Man: Return of the Sinister Six）》
- 《神奇蜘蛛人VS金霸王（英语：The Amazing Spider-Man vs. The Kingpin）》
- 《蜘蛛人（英语：Spider-Man: The Video Game）》
- 《蜘蛛人：暗影之網（英语：Spider-Man: Web of Shadows）》[2]
- 《Marvel：終極聯盟2（英语：Marvel: Ultimate Alliance 2）》[3]
- 《蜘蛛人：破碎次元（英语：Spider-Man: Shattered Dimensions）》，由史蒂芬·布魯姆（英语：Steven Blum）配音[4][5]。
- 《樂高漫威超級英雄2（英语：Lego Marvel Super Heroes 2）》

## 外部連結
- Hobgoblin (Roderick Kingsley) （页面存档备份，存于） 漫畫書數據庫
- Hobgoblin (Roderick Kingsley) （页面存档备份，存于） 超級英雄數據庫
- Hobgoblin (Roderick Kingsley) 漫威漫畫數據庫